# Roméo Elvis

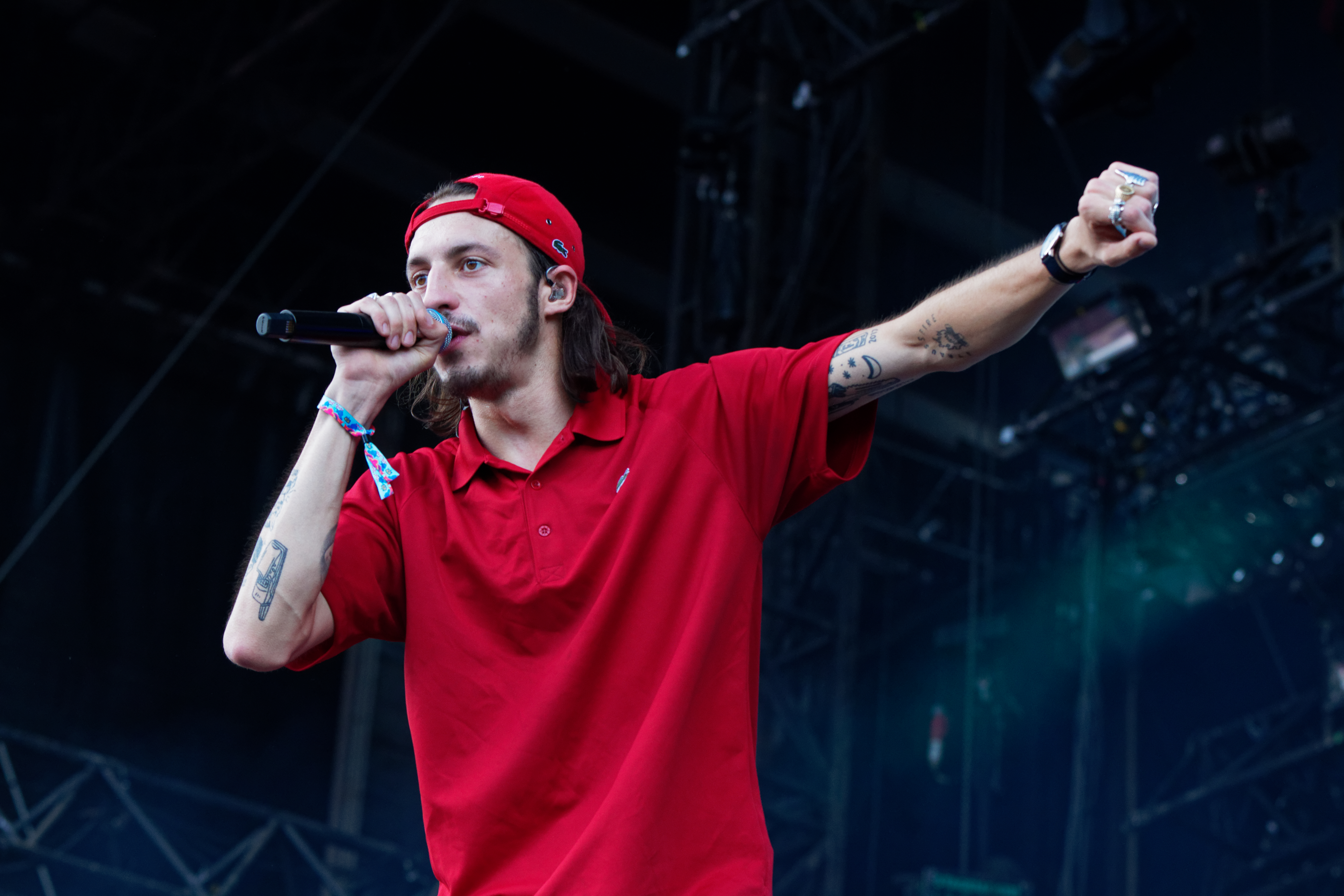
Roméo Elvis (2018)

Roméo Elvis (* 13. Dezember 1992 in Uccle, Belgien; bürgerlich Roméo Johnny Elvis Kiki van Laeken) ist ein belgischer Rapper.

## Leben und Karriere
Roméo Elvis wurde am 13. Dezember 1992 als Sohn des belgischen Sängers Marka und der Komikerin Laurence Bibot in Uccle geboren. Seine jüngere Schwester ist die ebenfalls erfolgreiche Sängerin Angèle van Laeken. Aufgewachsen ist er in Linkebeek, einem Vorort von Brüssel. Später zog er nach Forest. Nach Beendigung der Hochschule widmete er sich Projekten am Saint-Luc Tournai Institute. Später studierte er Fotojournalismus in Brüssel. Während dieser Zeit entwickelte er auch eine Affinität zum Rappen. 2013 veröffentlichte er seine erste EP Bruxelles c’est devenu la jungle. Nebenbei arbeitete er weiterhin als Kassierer in der Supermarktkette Carrefour. Erst kurz vor Beginn der Arbeiten an dem Album Bruxelles arrive widmete er sich ausschließlich der Musik. Sein Debütalbum Morale in Zusammenarbeit mit Le Motel erschien am 28. Februar 2016 und erreichte als erstes seiner Werke die wallonischen Charts. Fortgesetzt wurde die Reihe mit Morale 2 am 17. März 2017. Nicht nur konnte sich das Album auf Platz drei in seiner Heimat platzieren, es stieg ebenfalls auf Platz sechs in den französischen Albumcharts. Nur wenig später konnte er mit den Veröffentlichungen Hit Sale (Kollaboration mit Therapie Taxi) und Tout oublier (Kollaboration mit Angèle) auch in den Singlecharts Erfolge feiern. Mit seinem ersten Soloalbum Chocolat im April 2019 positionierte er sich erstmals an der Spitze der wallonischen Albumcharts. Auch die Singleauskopplungen Malade und Soleil konnten Top-10-Platzierungen in Belgien und Frankreich verbuchen.
2020 war Elvis in dem Film Eine Fliege kommt selten allein zu sehen.
Sein Stil ist besonders von elektronischer Musik und aufgrund der Zusammenarbeiten mit Le Motel auch von Jazz geprägt. Zu seinen Einflüssen zählen unter anderem die belgische Gruppe L’or de Commun, denen er zeitweise auch angehörte, als auch die Rapper Alpha Wann und Fuzati.

## Diskografie

### Studioalben
| Jahr | Titel Musiklabel                                                       | Höchstplatzierung, Gesamtwochen, AuszeichnungChartplatzierungen (Jahr, Titel, Musiklabel, Platzierungen, Wochen, Auszeichnungen, Anmerkungen) | Höchstplatzierung, Gesamtwochen, AuszeichnungChartplatzierungen (Jahr, Titel, Musiklabel, Platzierungen, Wochen, Auszeichnungen, Anmerkungen) | Höchstplatzierung, Gesamtwochen, AuszeichnungChartplatzierungen (Jahr, Titel, Musiklabel, Platzierungen, Wochen, Auszeichnungen, Anmerkungen) | Höchstplatzierung, Gesamtwochen, AuszeichnungChartplatzierungen (Jahr, Titel, Musiklabel, Platzierungen, Wochen, Auszeichnungen, Anmerkungen) | Anmerkungen                                                              |
| Jahr | Titel Musiklabel                                                       | BEF | BEW | FR | CH | Anmerkungen                                                              |
| ---- | ---------------------------------------------------------------------- | --- | --- | --- | --- | ------------------------------------------------------------------------ |
| 2016 | Morale L’Oeil Ecoute Laboratoire / Back in the Dayz                    | — | BEW57 (9 Wo.)BEW | — | — | Erstveröffentlichung: 28. Februar 2016 mit Le Motel                      |
| 2017 | Morale 2 Strauss Entertainment SPRL / Island Def Jam Music Group (UMG) | BEF29 (83 Wo.)BEF | BEW3 (196 Wo.)BEW | FR6 Platin · (104 Wo.)FR | CH39 Gold · (1 Wo.)CH | Erstveröffentlichung: 17. Februar 2017 Verkäufe: + 110.000; mit Le Motel |
| 2019 | Chocolat Strauss Entertainment SPRL / Island Def Jam Music Group (UMG) | BEF4 (26 Wo.)BEF | BEW1 Gold · (117 Wo.)BEW | FR3 Platin · (76 Wo.)FR | CH5 Gold · (9 Wo.)CH | Erstveröffentlichung: 12. April 2019 Verkäufe: + 110.000                 |
| 2022 | Tout peut arriver Strauss Entertainment SPRL                           | BEF22 (2 Wo.)BEF | BEW1 (28 Wo.)BEW | FR6 (14 Wo.)FR | CH40 (1 Wo.)CH | Erstveröffentlichung: 27. Mai 2022                                       |
| 2023 | Les galeries Strauss Entertainment SPRL                                | — | BEW21 (6 Wo.)BEW | FR65 (2 Wo.)FR | — | Erstveröffentlichung: 25. Mai 2023                                       |
| 2024 | Écho Strauss Entertainment SPRL                                        | — | BEW24 (3 Wo.)BEW | FR72 (2 Wo.)FR | — | Erstveröffentlichung: 11. Januar 2024                                    |

### EPs
| Jahr | Titel Musiklabel                  | Höchstplatzierung, Gesamtwochen, AuszeichnungChartplatzierungen (Jahr, Titel, Musiklabel, Platzierungen, Wochen, Auszeichnungen, Anmerkungen) | Höchstplatzierung, Gesamtwochen, AuszeichnungChartplatzierungen (Jahr, Titel, Musiklabel, Platzierungen, Wochen, Auszeichnungen, Anmerkungen) | Höchstplatzierung, Gesamtwochen, AuszeichnungChartplatzierungen (Jahr, Titel, Musiklabel, Platzierungen, Wochen, Auszeichnungen, Anmerkungen) | Höchstplatzierung, Gesamtwochen, AuszeichnungChartplatzierungen (Jahr, Titel, Musiklabel, Platzierungen, Wochen, Auszeichnungen, Anmerkungen) | Anmerkungen                          |
| Jahr | Titel Musiklabel                  | BEF | BEW | FR | CH | Anmerkungen                          |
| ---- | --------------------------------- | --- | --- | --- | --- | ------------------------------------ |
| 2020 | Maison Strauss Entertainment SPRL | BEF59 (2 Wo.)BEF | BEW1 (20 Wo.)BEW | FR17 (8 Wo.)FR | CH40 (1 Wo.)CH | Erstveröffentlichung: 24. April 2020 |

| Jahr | Titel Musiklabel                                                     | Anmerkungen                            |
| ---- | -------------------------------------------------------------------- | -------------------------------------- |
| 2013 | Bruxelles c’est devenu la jungle Cesarienne rekordz/Back in the Dayz | Erstveröffentlichung: 5. Dezember 2013 |
| 2014 | Famille nombreuse L’Oeil Ecoute Laboratoire/Back in the Dayz         | Erstveröffentlichung: 6. Dezember 2014 |

### Singles als Leadmusiker
| Jahr | Titel Album                           | Höchstplatzierung, Gesamtwochen, AuszeichnungChartplatzierungen (Jahr, Titel, Album, Platzierungen, Wochen, Auszeichnungen, Anmerkungen) | Höchstplatzierung, Gesamtwochen, AuszeichnungChartplatzierungen (Jahr, Titel, Album, Platzierungen, Wochen, Auszeichnungen, Anmerkungen) | Höchstplatzierung, Gesamtwochen, AuszeichnungChartplatzierungen (Jahr, Titel, Album, Platzierungen, Wochen, Auszeichnungen, Anmerkungen) | Höchstplatzierung, Gesamtwochen, AuszeichnungChartplatzierungen (Jahr, Titel, Album, Platzierungen, Wochen, Auszeichnungen, Anmerkungen) | Anmerkungen                                                                            |
| Jahr | Titel Album                           | BEF | BEW | FR | CH | Anmerkungen                                                                            |
| --- | ------------------------------------- | --- | --- | --- | --- | -------------------------------------------------------------------------------------- |
| 2017 | Diable Morale 2                       | — | — | — | — | Erstveröffentlichung: 10. März 2017 mit Le Motel                                       |
| 2017 | Drôle de question Morale 2            | — | — | FR89 Platin · (7 Wo.)FR | — | Erstveröffentlichung: 17. März 2017 Verkäufe: + 200.000; mit Le Motel                  |
| 2017 | Lenita Morale 2                       | — | — | — | — | Erstveröffentlichung: 14. April 2017 mit Le Motel                                      |
| 2017 | J’ai vu Morale 2                      | — | — | FR164 Diamant · (1 Wo.)FR | — | Erstveröffentlichung: 8. September 2017 Verkäufe: + 333.333; mit Le Motel feat. Angèle |
| 2017 | Méchant Tueurs (Kompilation)          | — | — | — | — | Erstveröffentlichung: 29. Oktober 2017                                                 |
| 2018 | Dessert Morale 2                      | — | — | FR181 (1 Wo.)FR | — | Erstveröffentlichung: 9. Februar 2018 mit Le Motel                                     |
| 2018 | 300 (Henri) – Colors Session Morale 2 | — | — | FR181 (1 Wo.)FR | — | Erstveröffentlichung: 31. August 2018 mit Le Motel                                     |
| 2019 | Malade Chocolat                       | — | BEW2 Gold · (15 Wo.)BEW | FR7 Platin · (26 Wo.)FR | CH66 (2 Wo.)CH | Erstveröffentlichung: 22. Februar 2019 Verkäufe: + 210.000                             |
| 2019 | Signals –                             | — | BEW9 Gold · (26 Wo.)BEW | FR102 Gold · (13 Wo.)FR | — | Erstveröffentlichung: 8. März 2019 Verkäufe: + 110.000; mit Todiefor & Shoeba          |
| 2019 | Normal Chocolat                       | — | BEW26 (1 Wo.)BEW | FR80 (3 Wo.)FR | — | Erstveröffentlichung: 29. März 2019                                                    |
| 2019 | Soleil Chocolat                       | — | BEW7 Gold · (22 Wo.)BEW | FR11 Diamant · (47 Wo.)FR | CH77 (1 Wo.)CH | Erstveröffentlichung: 24. Mai 2019 Verkäufe: + 343.333                                 |
| 2021 | TPA Tout peut arriver                 | — | — | FR165 (1 Wo.)FR | — | Erstveröffentlichung: 5. Mai 2021                                                      |
| 2022 | Quand je marche Tout peut arriver     | — | BEW49 (1 Wo.)BEW | — | — | Erstveröffentlichung: 28. April 2022 mit Ben Mazué                                     |
| Folgende Lieder erschienen nicht als Single, wurden aber durch das Album zum Download und Streaming bereitgestellt und konnten somit eine Platzierung erlangen: |                                       | | | | |                                                                                        |
| |                                       | | | | |                                                                                        |
| 2019 | Chocolat                              | — | — | FR37 (4 Wo.)FR | — | Charteinstieg: 19. April 2019                                                          |
| 2019 | Cœur des hommes Chocolat              | — | — | FR45 (4 Wo.)FR | — | Charteinstieg: 19. April 2019                                                          |
| 2019 | Parano Chocolat                       | — | — | FR46 (2 Wo.)FR | — | Charteinstieg: 19. April 2019 feat. -M-                                                |
| 2019 | Bobo Chocolat                         | — | — | FR65 (2 Wo.)FR | — | Charteinstieg: 19. April 2019                                                          |
| 2019 | Solo Chocolat                         | — | — | FR74 (1 Wo.)FR | — | Charteinstieg: 19. April 2019                                                          |
| 2019 | 194 Chocolat                          | — | — | FR81 (1 Wo.)FR | — | Charteinstieg: 19. April 2019                                                          |
| 2019 | Intro (Chocolat) Chocolat             | — | — | FR89 (1 Wo.)FR | — | Charteinstieg: 19. April 2019                                                          |
| 2019 | Viseur Chocolat                       | — | — | FR104 (1 Wo.)FR | — | Charteinstieg: 19. April 2019                                                          |
| 2019 | 3 étoiles Chocolat                    | — | — | FR110 (1 Wo.)FR | — | Charteinstieg: 19. April 2019                                                          |
| 2019 | Dis-moi Chocolat                      | — | — | FR126 (1 Wo.)FR | — | Charteinstieg: 19. April 2019                                                          |
| 2019 | Kuneditdoen Chocolat                  | — | — | FR128 (1 Wo.)FR | — | Charteinstieg: 19. April 2019 feat. Zwangere Guy                                       |
| 2019 | La Belgique Afrique Chocolat          | — | — | FR130 (1 Wo.)FR | — | Charteinstieg: 19. April 2019                                                          |
| 2019 | En silence Chocolat                   | — | — | FR131 (1 Wo.)FR | — | Charteinstieg: 19. April 2019 feat. Témé                                               |
| 2019 | T’es bonne Chocolat                   | — | — | FR152 (1 Wo.)FR | — | Charteinstieg: 19. April 2019                                                          |
| 2019 | Perdu Chocolat                        | — | — | FR153 (1 Wo.)FR | — | Charteinstieg: 19. April 2019 feat. Damon Albarn                                       |
| 2019 | Interlude (Chocolat) Chocolat         | — | — | FR164 (1 Wo.)FR | — | Charteinstieg: 19. April 2019                                                          |
| 2020 | Défoncé Maison                        | — | BEW46 (1 Wo.)BEW | FR49 (2 Wo.)FR | — | Charteinstieg: 1. Mai 2020                                                             |
| 2020 | Chaud Maison                          | — | — | FR51 (2 Wo.)FR | — | Charteinstieg: 1. Mai 2020                                                             |
| 2020 | Gonzo Maison                          | — | — | FR84 (1 Wo.)FR | — | Charteinstieg: 1. Mai 2020                                                             |
| 2020 | Vinci Maison                          | — | — | FR112 (1 Wo.)FR | — | Charteinstieg: 1. Mai 2020                                                             |
| 2020 | Interlude Maison                      | — | — | FR167 (1 Wo.)FR | — | Charteinstieg: 1. Mai 2020                                                             |

### Singles als Gastmusiker
| Jahr | Titel Album                   | Höchstplatzierung, Gesamtwochen, AuszeichnungChartplatzierungen (Jahr, Titel, Album, Platzierungen, Wochen, Auszeichnungen, Anmerkungen) | Höchstplatzierung, Gesamtwochen, AuszeichnungChartplatzierungen (Jahr, Titel, Album, Platzierungen, Wochen, Auszeichnungen, Anmerkungen) | Höchstplatzierung, Gesamtwochen, AuszeichnungChartplatzierungen (Jahr, Titel, Album, Platzierungen, Wochen, Auszeichnungen, Anmerkungen) | Höchstplatzierung, Gesamtwochen, AuszeichnungChartplatzierungen (Jahr, Titel, Album, Platzierungen, Wochen, Auszeichnungen, Anmerkungen) | Anmerkungen                                                                                 |
| Jahr | Titel Album                   | BEF | BEW | FR | CH | Anmerkungen                                                                                 |
| --- | ----------------------------- | --- | --- | --- | --- | ------------------------------------------------------------------------------------------- |
| 2017 | Acid –                        | — | — | — | — | Erstveröffentlichung: 5. Mai 2017 Ulysse feat. Roméo Elvis                                  |
| 2017 | Hit Sale                      | — | BEW1 Gold · (25 Wo.)BEW | FR13 Diamant · (127 Wo.)FR | — | Erstveröffentlichung: 1. Dezember 2017 Verkäufe: + 343.333; Therapie Taxi feat. Roméo Elvis |
| 2018 | On & On Her                   | — | — | — | — | Erstveröffentlichung: 6. April 2018 Her feat. AnnenMayKantereit & Roméo Elvis               |
| 2018 | Incroyaux Double hélice 3     | — | BEW46 (1 Wo.)BEW | FR115 (2 Wo.)FR | — | Erstveröffentlichung: 1. Juni 2018 Caballero & JeanJass feat. Roméo Elvis                   |
| 2018 | 1000°C Jeannine               | — | BEW13 Gold · (25 Wo.)BEW | FR3 Diamant · (86 Wo.)FR | CH82 (2 Wo.)CH | Erstveröffentlichung: 17. September 2018 Verkäufe: + 343.333; Lomepal feat. Roméo Elvis     |
| 2018 | Tout oublier Brol             | BEF6 (29 Wo.)BEF | BEW1 ×3Dreifachplatin · (40 Wo.)BEW | FR1 Diamant · (86 Wo.)FR | CH55 (22 Wo.)CH | Erstveröffentlichung: 5. Oktober 2018 Verkäufe: + 393.333; Angèle feat. Roméo Elvis         |
| 2020 | Un cadeau High & fines herbes | — | — | FR167 (1 Wo.)FR | — | Erstveröffentlichung: 13. März 2020 Caballero & JeanJass feat. Roméo Elvis & Slimka         |
| Folgende Lieder erschienen nicht als Single, wurden aber durch das Album zum Download und Streaming bereitgestellt und konnten somit eine Platzierung erlangen: |                               | | | | |                                                                                             |
| |                               | | | | |                                                                                             |
| 2019 | Jamais Monument               | — | — | FR145 (1 Wo.)FR | — | Charteinstieg: 15. November 2019 Alkpote feat. Roméo Elvis                                  |

### Boxsets
| Jahr | Titel Musiklabel                               | Höchstplatzierung, Gesamtwochen, AuszeichnungChartplatzierungen (Jahr, Titel, Musiklabel, Platzierungen, Wochen, Auszeichnungen, Anmerkungen) | Höchstplatzierung, Gesamtwochen, AuszeichnungChartplatzierungen (Jahr, Titel, Musiklabel, Platzierungen, Wochen, Auszeichnungen, Anmerkungen) | Höchstplatzierung, Gesamtwochen, AuszeichnungChartplatzierungen (Jahr, Titel, Musiklabel, Platzierungen, Wochen, Auszeichnungen, Anmerkungen) | Höchstplatzierung, Gesamtwochen, AuszeichnungChartplatzierungen (Jahr, Titel, Musiklabel, Platzierungen, Wochen, Auszeichnungen, Anmerkungen) | Anmerkungen |
| Jahr | Titel Musiklabel                               | BEF | BEW | FR | CH | Anmerkungen |
| ---- | ---------------------------------------------- | --- | --- | --- | --- | ----------- |
| 2024 | Écho / Les galeries Strauss Entertainment SPRL | — | BEW56 (1 Wo.)BEW | — | — |             |

## Auszeichnungen für Musikverkäufe
| Goldene Schallplatte - Frankreich - 2022: für das Lied Bébé aime la drogue - 2024: für das Lied Nappeux |

Anmerkung: Auszeichnungen in Ländern aus den Charttabellen bzw. Chartboxen sind in ebendiesen zu finden.
| Land/RegionAuszeichnungen für Musikverkäufe (Land/Region, Auszeichnungen, Verkäufe, Quellen) | Gold       | Platin     | Diamant     | Verkäufe  | Quellen         |
| -------------------------------------------------------------------------------------------- | ---------- | ---------- | ----------- | --------- | --------------- |
| Belgien (BRMA)                                                                               | 6× Gold6   | 3× Platin3 | —           | 120.000   | ultratop.be     |
| Frankreich (SNEP)                                                                            | 3× Gold3   | 4× Platin4 | 5× Diamant5 | 2.566.665 | snepmusique.com |
| Schweiz (IFPI)                                                                               | 2× Gold2   | —          | —           | 20.000    | Einzelnachweise |
| Insgesamt                                                                                    | 11× Gold11 | 7× Platin7 | 5× Diamant5 |           |                 |